# Koto Baru (Sungai Tenang)
Koto Baru is een bestuurslaag in het regentschap Merangin van de provincie Jambi, Indonesië. Koto Baru telt 447 inwoners (volkstelling 2010).